# 新侠客行
新侠客行，2014年由張紀中拍摄的电视剧，改编自金庸的同名小说。2014年4月开机，同年8月杀青。於2017年7月7日在央视八套首播。A&B Film Enterprises Limited 全球海外獨家發行。台灣OTT平台LiTV 線上影視同步上架。

## 剧情
玄素莊莊主石清和夫人閔柔生有孿生兄弟。長子石中堅被暗戀石清的梅芳姑劫持後誤以為遇害，次子石中玉因母親溺愛而養成頑劣個性。石父只得將石中玉送去淩霄城雪山派學藝，因企圖非禮掌門孫女，造成雪山派家變，及對石中玉的追殺。摩天居士發出的玄鐵令再現江湖，傳言得到玄鐵令的人可以向謝煙客提出一個要求。在追逐玄鐵令的過程中，石清夫婦得知兒子在淩霄城闖下彌天大禍。而此時玄鐵令被一個小乞丐狗雜種(石中堅)得到，因此成為了謝煙客的債主。石中堅在尋找身世之謎，捲入了長樂幫、俠客島等方面的算計，也一再與石中玉身份顛倒錯換。最後，因石中堅的誠信與俠義，化解雪山派的家變，也揭開了俠客島之謎，並破除貝海石的陰謀。本劇改編原著最終回「我是誰」的迷局，讓石破天與石清夫婦骨肉相認，一家團圓。

## 演员

### 主要人物
| 演员   | 角色          | 暱称／关係 |
| 蔡宜达 | 石中堅/石破天 | 石清、闵柔之子，石中玉的孪生兄弟，幼時為梅芳姑所劫持，被梅芳姑取名為狗雜種。個性仁厚老實，「石破天」本是石中玉的化名，因長相貌似石中玉而引來連串誤會。最後在俠客島習得「俠客行」中的武學而成為最絕頂的高手。         |
| 蔡宜达 | 石中玉        | 石清、闵柔之子，石破天的孪生兄弟，因父母溺愛而生性頑劣、虛榮，被送雪山派，意外闖入阿綉房間，因緣際會下到長樂幫當幫主，因害怕「賞善罰惡令」躲起來，而使石破天被抓來當替身，最後在石破天使用玄鐵令下被謝煙客帶去管教。 |
| 李净洋 | 阿綉          | 白自在與史小翠之孫女，是這世間唯一一位可直接分辨出石破天兄弟差異的人，與石破天相遇於湖上舟中，並患難與共對付丁不四的糾纏，教益石破天遊走江湖時的禮儀，兩人相約到沒有紛爭的世外桃源，後成為石破天的妻子。             |
| 张嘉倪 | 丁 珰         | 叮叮噹噹，丁不三之孫女，石中玉的情人，一度誤以為石破天為石中玉並與之拜堂成親，後來真相揭發後，石破天再次頂替被父母押往凌霄城領罪的石中玉。                                                                           |

### 石家
| 演员   | 角色   | 暱称／关係                                                                                     |
| 刘锡明 | 石清   | 上清觀弟子，玄素莊莊主，武藝高明，石中堅、石中玉的父親，黑白雙劍之一。為人光明磊落，是非分明。 |
| 何佳怡 | 閔柔   | 上清觀弟子，玄素莊莊主，持冰霜神劍，石清之妻，黑白雙劍之一，劍術甚高。                         |
| 蔡宜达 | 石破天 | 石中玉兄弟，石清、闵柔之子。                                                                   |
| 蔡宜达 | 石中玉 | 石破天兄弟，石清、闵柔之子。                                                                   |

### 丁家
| 演员   | 角色   | 暱称／关係 |
| 巴多   | 丁不三 | 丁噹之爷爷，外號「一日不過三」，一日殺人不超過三個，製作的「玄冰碧火酒」被丁璫拿去調和石破天的陰陽內力。新版中描述其於三兄弟中排行第二，「不三」含意為「不是第三」。                                                         |
| 吴廷烨 | 丁不四 | 丁不三之弟，擅長「金龍鞭法」，看不慣他人也使用九節鞭，要把使用九節鞭都殺了。新版描述其於三兄弟中排行第三，「不四」含意為「不是第四」。年輕時傾慕史小翠，競爭之下敗於白自在，但年老後仍想邀史小翠往碧螺島作客，了結當年心願。 |

### 长乐帮
| 演员   | 角色   | 暱称／关係 |
| 李子雄 | 贝海石 | 长乐帮軍師，外號著手成春，因前任幫主司徒橫拒赴俠客島而率眾將之逼走，並扶植其控制下的石中玉上任，後來石中玉出走後，則將錯就錯強說被誤認的石破天為幫主。 |
| 王子   | 侍 剑  | 长乐帮帮主侍女。舊版死於丁噹之手，並嫁禍石破天。新修版則是被石破天所救。                                                                               |
|        | 司徒橫 | 號東霸天、八爪金龍，長樂幫創始幫主。 |
| 高山   | 展飛   | 長樂幫外五堂中豹捷堂。 |
| 胡雯月 | 乔五娘 | 展飞的妻子，不仅与长乐帮帮主石中玉有染，还是贝海石的情人。                                                                                             |

### 雪山派
| 演员   | 角色   | 暱称／关係 |
| 汤镇业 | 白自在 | 雪山派掌门，白万剑之父。外號「威德先生」，雪山派掌門，武功極高。年輕時因有奇遇服食大雪山頂異蛇蛇膽，使得他在雪山派本不擅長的內功方面修為大增。在丁氏兄弟來訪，妻子史小翠出走，以及阿綉自殺系列事變後性情大變，自大成狂，濫殺無辜並直接導致雪山派內亂，後來遇上內力更強的石破天才大徹大悟，甘願取走雪山派賞善罰惡令打算到俠客島領死以作補償。 |
| 馬羚   | 史小翠 | 白自在之妻，白阿绣之祖母，石破天的師父。年輕時為武林中受人青睞的美女，尤其被雪山派掌門白自在和六合丁家丁不四愛慕，但史小翠的雙親見白自在地位和前途較高，於是將史小翠嫁給了白自在。石中玉企圖非禮白阿繡未遂事件後，史小翠和白自在發生口角，史小翠被打了一記耳光，憤怒離去，在雪山下尋到白阿繡。                                               |
| 陈保元 | 白万剑 | 白自在及史小翠之子，白阿绣之父。外號「氣寒西北」。率領長支師弟妹前往尋找犯案出走的石中玉。 |
| 安其爾 | 封萬里 | 號風火神龍，石中玉之師父，因石中玉案，被白自在斷了一臂。 |
| 孙祖君 | 汪万翼 | |
| 王嵐   | 花萬紫 | 號寒梅女俠。 |

### 侠客岛
| 演员   | 角色   | 暱称／关係                                                                                                 |
| 王建國 | 龙岛主 | 絕頂高手，石破天解開俠客行武功後去世。                                                                     |
| 趙貴翔 | 木岛主 | 絕頂高手，石破天解開俠客行武功後去世。                                                                     |
| 鄭文森 | 張三   | 侠客岛善惡二使之一。石破天義兄，俠客島使者手執「賞善罰惡令」，應為龍島主弟子。口頭禪:很好，很好，很好啊... |
| 許占偉 | 李四   | 侠客岛善惡二使之一。石破天義兄，俠客島使者手執「賞善罰惡令」，應為木島主弟子。                             |

### 其他
| 演员   | 角色     | 暱称／关係 |
| 徐少强 | 谢烟客   | 外號「摩天居士」。為人亦正亦邪。曾經將三枚玄鐵令贈予三位恩人，持令者可憑此要求他辦一件事，輾轉流傳，到最後由石破天手上收回，被花萬紫言語相逼須履行承諾為石破天辦事，但石破天卻從小就受養母教誨絕不能求人，僵持之下便把石破天攜往摩天崖，並引導錯誤練功望其自行身亡以絕後患。 |
|        | 梅芳姑   | 梅花拳掌門，丁不四與梅文馨之女，因為愛慕石清，由愛生恨，擄走他們的兒子石中堅（石破天）取名為狗雜種，扶養其長大。 |
|        | 大悲老人 | 白鯨島主，死於長樂幫徒眾之手。將死時把練有內功心法的泥人交付石中堅。 |

## 收视率
| 中国 中央电视台電視劇频道 首播收视率 |               |             |             |             |           |           |           |      |
| 集數                                 | 播出日期      | CSM52城市网 | CSM52城市网 | CSM52城市网 | CSM全国网 | CSM全国网 | CSM全国网 | 備註 |
| 集數                                 | 播出日期      | 收視率      | 收視份額    | 排名        | 收視率    | 收視份額  | 排名      | 備註 |
| 1                                    | 2017年7月7日  | 0.657       | 2.569       | 1           | 1.13      | 4.73      | 1         |      |
| 2-4                                  | 2017年7月8日  | 0.594       | 2.085       | 1           | 1.06      | 4.16      | 1         |      |
| 5-6                                  | 2017年7月9日  | 0.591       | 2.04        | 1           | 0.92      | 3.49      | 1         |      |
| 7-9                                  | 2017年7月10日 | 0.547       | 1.984       | 1           | 0.93      | 3.79      | 1         |      |
| 10-12                                | 2017年7月11日 | 0.62        | 2.262       | 1           | 1.06      | 4.4       | 1         |      |
| 13-15                                | 2017年7月12日 | 0.705       | 2.631       | 1           | 1.21      | 4.97      | 1         |      |
| 16-18                                | 2017年7月13日 | 0.758       | 2.775       | 1           | 未公布    | 未公布    | 未公布    |      |
| 19-21                                | 2017年7月14日 | 0.668       | 2.467       | 1           | 1.18      | 4.75      | 1         |      |
| 22-24                                | 2017年7月15日 | 0.698       | 2.528       | 1           | 1.14      | 4.57      | 1         |      |
| 25-27                                | 2017年7月16日 | 0.726       | 2.549       | 1           | 1.2       | 4.78      | 1         |      |
| 28-30                                | 2017年7月17日 | 0.817       | 2.889       | 1           | 1.45      | 5.78      | 1         |      |
| 31-32                                | 2017年7月18日 | 0.824       | 2.768       | 1           | 1.42      | 5.48      | 1         |      |
| 平均收視                             | 平均收視      |             |             | 不適用      |           |           | 不適用    |      |

1. 数据由广视索福瑞提供，调查范围为四岁以上之观众。
2. 以上收视排名包括央视在内。
3. 资料来源：收视率排行